# هل اسپارکس
هَل هری مگی اسپارکس سوم (به انگلیسی: Hal Harry Magee Sparks III) (زاده ۲۵ سپتامبر ۱۹۶۹) هنرپیشه، صداپیشه، کمدین، موسیقی‌دان، مجری و تحلیل‌گر آمریکایی است. او بیش‌تر برای نقش‌آفرینی در مجموعه‌های تلویزیونی مانند به‌عجیبی مردم، رفیق، ماشین من کجاست؟ و موش‌های آزمایشگاهی شناخته می‌شود. او از ۱۵ سالگی استندآپ کمدی را آغاز کرد و در ۱۷ سالگی عنوان خنده‌دارترین نوجوان شیکاگو را از روزنامه شیکاگو سان-تایمز به دست آورد. 

## فیلم‌شناسی
| سال       | فیلم - مجموعه تلویزیونی         | نقش             | یادداشت |
| --------- | ------------------------------- | --------------- | ------- |
| ۱۹۹۹      | گمشده و پیداشده                 |                 |         |
| ۲۰۰۰      | رفیق، ماشین من کجاست؟           | رهبر فرقه       |         |
| ۲۰۰۰-۲۰۰۵ | به عجیبی مردم                   | مایکل نووتنی    |         |
| ۲۰۰۱      | دکتر دولیتل ۲                   | ماهی            |         |
| ۲۰۰۴      | مرد عنکبوتی ۲                   | مسافر آسانسور   |         |
| ۲۰۰۵      | سی‌اس‌آی                          | جیمز            |         |
| ۲۰۱۲-۲۰۱۵ | موش‌های آزمایشگاهی               | دونالد داونپورت |         |
| ۲۰۱۶      | موش‌های آزمایشگاهی: نیروی نخبگان | دونالد داونپورت |         |